# Oenopota krausei
Oenopota krausei är en snäckart som först beskrevs av Dall 1886.  Oenopota krausei ingår i släktet Oenopota och familjen kägelsnäckor. Inga underarter finns listade i Catalogue of Life.